# Edward Hart
Edward "Eddie" Hart, född den 24 april 1949 i Martinez, Kalifornien, är en amerikansk friidrottare inom kortdistanslöpning.
Han tog OS-guld på 4 x 100 meter vid friidrottstävlingarna 1972 i München. 